# Dopóki mamy twarze
Dopóki mamy twarze. Mit opowiedziany na nowo (tyt. oryg. Till We Have Faces: A Myth Retold) – ostatnia powieść brytyjskiego pisarza i naukowca, C.S. Lewisa, należąca do gatunku fantasy, przeznaczona dla dorosłych. Po raz pierwszy wydana w 1956 roku, w Wielkiej Brytanii. W Polsce ukazała się w przekładzie Łukasza Nicpana (1992 r., tytuł: Póki mamy twarze: mit opowiedziany na nowo) oraz Alberta Gorzkowskiego (2010 r., Wydawnictwo Esprit). Fabuła stanowi powtórzenie mitu o Kupidynie i Psyche, który przez Lewisa został odczytany na nowo i ukazany z zupełnie innej perspektywy (w posłowiu autor ujawnia, że bazował na Metamorfozach Apulejusza i zaznacza wprowadzone przez siebie odstępstwa od tradycyjnego rozumienia mitu). Pomysł na reinterpretację tej historii towarzyszył Lewisowi od czasów akademickich, jak sam stwierdził, pracował nad nią przez całe życie. W powieści mit opowiada narrator subiektywny – wyrazista bohaterka nie tylko przedstawiająca przebieg wydarzeń, których była uczestniczką, lecz także ujawniająca swoje uczucia i poglądy – w ten sposób autor wplótł w starożytną legendę własną, rozbudowaną refleksję filozoficzną na temat ludzkiego losu, miłości i wiary.

## Fabuła[6]
Akcja powieści jest osadzona w fikcyjnej, starożytnej krainie Glome, leżącym nad rzeką Szennit, barbarzyńskim państwie-mieście, którego mieszkańcy czczą krwawą boginię Ungit, będącą odpowiednikiem greckiej Afrodyty. Centralną postacią i narratorem jednocześnie jest Orual, królowa Glome – z jej perspektywy, starszej siostry legendarnej Psyche, został przedstawiony starożytny mit.

### Część pierwsza
Pierwsza część powieści została utrzymana w konwencji oskarżenia przeciwko bogom, jakie Orual spisała pod koniec swojego życia. Bohaterka opowiada o wszystkim, co przeszła, skupiając się jednak na historii swojej młodszej, przyrodniej siostry Istry (Psyche), którą obdarzyła zaborczą miłością. Wydarzenia z jej życia w większości odpowiadają interpretacji Apulejusza z Metamorfoz: niezwykle piękna Psyche, zostaje przez lud uznana za boginię, co sprowadza na Glome klęskę nieurodzaju. Kapłan Ungit żąda, by księżniczka została złożona w ofierze – pozostawiona na pastwę Bestii z okolic Szarej Góry – i w ten sposób odkupiła swoją winę. Wymóg ten zostaje spełniony, mimo walki zrozpaczonej Orual, która kilka tygodni po ceremonii ofiarowania decyduje się udać na Szarą Górę, by pochować szczątki ukochanej siostry. Gdy tam dociera, spotyka Psyche żywą. Dowiaduje się od niej, że została żoną boga, którego jednak nie wolno jej zobaczyć (spotyka go jedynie nocą) i zamieszkała w pięknym pałacu, w ukrytej dolinie na Szarej Górze. Istotnym dla całej powieści odstępstwem od tradycji mitycznej, na które zdecydował się Lewis, jest uczynienie boskiego pałacu niewidzialnym dla śmiertelnika. Nie otrzymując od siostry żadnego dowodu na istnienie jej domu i męża, Orual, powodowana lękiem o Psyche (w wyniku autorskiej zmiany, nie kieruje nią zazdrość, jak jej mityczną odpowiedniczką), każe jej złamać boski nakaz i nocą zapalić lampę, by sprawdzić kto jest jej oblubieńcem. Udaje jej się przekonać siostrę dopiero groźbą, że się zabije, gdy ta nie spełni jej żądania. Tym samym doprowadza do tragedii – rozgniewany bóg niszczy pałac i rozkazuje nieposłusznej Psyche udać się na wygnanie, samej Orual, sprawczyni nieszczęścia, przepowiadając równie ciężki los. Nie spotyka jej jednak ani śmierć, ani wygnanie – jedyną karą są, towarzyszące przez całe życie, wyrzuty sumienia. Orual powraca do Glome. Po śmierci ojca zostaje królową i sumiennie, z wielką mądrością wypełnia swoje obowiązki przez długi okres panowania. O losie Psyche dowiaduje się po latach, w czasie podróży odwiedzając niewielką świątynię w Essurze – jej kapłan opowiada historię Istry, która ze śmiertelniczki stała się boginią. To powtórzenie dziejów Psyche, jest jednak zniekształcone: według niej dwie siostry Istry ujrzały boski pałac i z zazdrości uknuły plan, by zburzyć jej szczęście. Orual traktuje tę historię jako okrutną drwinę bogów. Postanawia zatem spisać prawdziwą historię i obciążyć bogów winą.

### Część druga
W drugiej części powieści dochodzi do przemiany głównej bohaterki. Paradoksalnie przyczynia się do niej spisanie przez Orual księgi życia, świadczącej przeciwko bogom, mającej obnażyć krzywdę, jaką jej wyrządzili. W rezultacie poznaje, że tak naprawdę to ona ponosi największą winę – skrzywdziła wszystkie bliskie jej osoby. Młodszą siostrę Rediwal porzuciła dla Psyche. Lisa, swojego nauczyciela i przybranego dziadka, ustanowiła swoim doradcą w Glome, zamiast pozwolić mu wrócić do ojczyzny, do Grecji, za którą tęsknił każdego dnia. Bardię, zaufanego żołnierza, dowódcę wojsk, jedynego mężczyznę, którego obdarzyła uczuciem – zazdrosna o jego żonę, Ansit, zamęczała nadmiarem obowiązków, byle jak najdłużej zatrzymać go przy sobie. I wreszcie Psyche, najukochańszą siostrę, za którą była gotowa umrzeć – zniszczyła jej szczęście małżeńskie i skazała na cierpienie przez zaborczą, egoistyczną miłość, jaką do niej żywiła. Kochała zachłannie, pożerając ukochanych niczym Cień Bestii spod Szarej Góry. Orual, świadoma, że coraz bardziej podupada na zdrowiu, decyduje się dopisać zakończenie swojej księgi, by odwołać wcześniejsze oskarżenia, uznać swoją winę i umrzeć w prawdzie. Opisuje także dziwne sny, które nawiedzały ją każdej nocy oraz równie niezrozumiałe, lecz prowokujące do refleksji, widzenia. Najważniejszym z nich jest wizja sądu, podczas którego odczytuje swoją księgę, oskarżenie przeciwko bogom. Dowiaduje się, że to jej skarga jest odpowiedzią, którą tak bardzo pragnęła usłyszeć. Zaczyna także rozumieć, dlaczego nie mogła uzyskać jej przez całe życie. Po procesie Orual, prowadzona przez Lisa, poznaje dzieje Psyche, łudząco podobne do jej własnych, rzeczywistych i sennych przeżyć. Uświadamia sobie, że – zgodnie ze słowami boga, które usłyszała przed laty – obie dzieliły ten sam los, wypełniały tę samą pokutę i w ten sposób odkupiły swoje winy; bóg przebaczył zarówno swojej żonie, Psyche, jak i Orual, która w ciągu życia przypominała nienasyconą, odrażającą Ungit, by zbliżając się ku śmierci, przemienić się w doskonałą, piękną Psyche i umrzeć, pogodzona z bogami i światem.